# Jens Salvesen
Jens Johan Salvesen (8 de septiembre de 1883-21 de septiembre de 1976) fue un deportista noruego que compitió en vela en la clase 8 Metre. Participó en dos Juegos Olímpicos de Verano en los años 1920 y 1928, obteniendo una medalla de plata en Amberes 1920 en la clase 8 Metre.

## Palmarés internacional
| Juegos Olímpicos | Juegos Olímpicos  | Juegos Olímpicos | Juegos Olímpicos       |
| Año              | Lugar             | Medalla          | Clase                  |
| ---------------- | ----------------- | ---------------- | ---------------------- |
| 1920             | Amberes (Bélgica) | Medalla de plata | 8 Metre (sistema 1919) |